# ヴィットーリオ・エマヌエーレ1世
ヴィットーリオ・エマヌエーレ1世（イタリア語: Vittorio Emanuele I、1759年7月24日 - 1824年1月10日）は、サルデーニャ王国の第5代国王（在位：1802年 - 1821年）。
ヴィットーリオ・アメデーオ3世の次男で、1802年に兄カルロ・エマヌエーレ4世の退位に伴い戴冠した。

## 生涯

### 生い立ち
ヴィットーリオ・エマヌエーレ1世は、1759年にトリノ王宮において、サヴォイア公（サルデーニャ王太子）ヴィットーリオ・アメデーオ（のちの第3代国王ヴィットーリオ・アメデーオ3世）と、マリーア・アントニア妃（スペイン王フェリペ5世の娘）の次男として生まれた。
ヴィットーリオ・エマヌエーレは、誕生以来アオスタ公爵の称号を帯びた。1792年から1796年にかけて、父のヴィットーリオ・アメデーオ3世はフランス革命戦争の中で、フランス共和国軍と対峙する旧勢力として奮戦したが、敗北を喫して和平を余儀なくされ、間もなく没した。
父の跡を継いだのは兄のカルロ・エマヌエーレ4世であったが、1798年にフランス共和国軍は首都トリノをはじめとする大陸の領土を占領し、併合した。カルロ・エマヌエーレ4世とその家族は追放され、フランスの占領を免れたサルデーニャに逃れた。カルロ・エマヌエーレ4世は、サルデーニャ島の統治にはほとんど興味を示さず、クロティルデ王妃とともにナポリやローマで暮らした。1802年、クロティルデ王妃が死去すると、カルロ・エマヌエーレ4世は弟のアオスタ公ヴィットーリオ・エマヌエーレに王位を譲ることとした。カルロ・エマヌエーレ4世とクロティルデ王妃の間に子はなかった。

### 治世

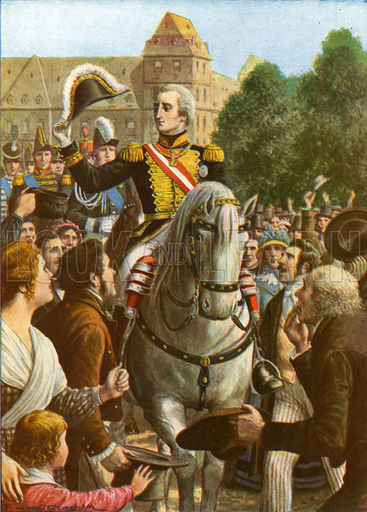
ヴィットーリオ・エマヌエーレ1世のトリノへの帰還を描いた挿絵

1802年6月4日、アオスタ公ヴィットーリオ・エマヌエーレはサルデーニャ王に即位し、ヴィットーリオ・エマヌエーレ1世となった。以後の12年間、ヴィットーリオ・エマヌエーレ1世はカリャリからサルデーニャ島を統治した。
ヴィットーリオ・エマヌエーレ1世がようやくトリノへの帰還を果たしたのは、1814年のことであった。ナポレオンの没落後に開催されたウィーン会議によってサルデーニャ王国の失地は回復され、加えて旧ジェノヴァ共和国領も編入した。ジェノヴァはのちにサルデーニャ海軍の本拠となる。1814年6月13日、彼は国家憲兵であるカラビニエリを創設した。カラニビエリは現在もイタリアの軍事組織として残っている。
ヴィットーリオ・エマヌエーレ1世は、ナポレオン法典によって保障された自由を否定し、かつての著しく抑圧的な法を復活させた。彼は憲法に関するいかなる譲歩をも拒絶し、カトリック教会を支持し、ユダヤ人やヴァルド派に対する迫害を再開した。
1819年に元国王である兄カルロ・エマヌエーレ4世が死去すると、ヴィットーリオ・エマヌエーレ1世はイギリスのジャコバイトが奉じる継承順によるイングランドおよびスコットランド王位継承者となった。しかしヴィットーリオ・エマヌエーレ1世は兄同様これには無関心で、公的には何の主張も行わなかった。

### 退位
1821年、サルデーニャ王国に立憲革命の波が押し寄せたあと、ヴィットーリオ・エマヌエーレ1世は弟のカルロ・フェリーチェに譲位した。ヴィットーリオ・エマヌエーレ1世には夭逝した1子以外に男子がなく、サリカ法を採るサヴォイア家の継承法によりカルロ・フェリーチェが推定相続人となっていた。退位から3年後の1824年、モンカリエーリ城で死去した。トリノのスペルガ大聖堂に埋葬された。

## 子女
1789年にオーストリア＝エステ大公フェルディナント（マリア・テレジアの四男）の長女マリア・テレジア（マリーア・テレーザ）と結婚し、7子をもうけた。
- マリーア・ベアトリーチェ（1792年 - 1840年） − モデナ公フランチェスコ4世妃
- マリーア・アデライーデ（1794年 - 1802年）
- カルロ・エマヌエーレ（1796年 - 1799年）
- 女子（1800年 - 1801年）
- マリーア・アンナ（1803年 - 1884年）　−　オーストリア皇帝フェルディナント1世妃
- マリーア・テレーザ（1803年 - 1879年）　−　ルッカ公、パルマ公カルロ2世妃
- マリーア・クリスティーナ（1812年 - 1836年） - 両シチリア王フェルディナンド2世妃

## 脚註
1. ↑  Victor Emmanuel I king of Sardinia Encyclopædia Britannica
2. ↑  "Victor Emmanuel I." . Collier's New Encyclopedia (英語). 1921.